# Pavao Žanić
Pavao Žanić, hrvaški škof, * 20. maj 1918, Kaštel Novi, Hrvaška, † 11. januar 2000, Split, Hrvaška.

## Življenjepis
Osnovno šolo je obiskoval v rodnem Kaštel Novem, semeniško gimnazijo pa v Splitu, kjer je tudi nadaljeval s filozofsko teološkim študijem. Mašniško posvečenje je prejel v Splitu 1. junija 1941. Najprej je služboval kot župnik na Šolti (1941–1952), potem v Rogotinu (1952–1959) ter v splitski stolni župniji (1959–1969). 21. oktobra 1959 je postal škofijski delegat za redovnice Nadškofije Split - Makarska, 16. novembra istega leta pa še častni kanonik nadškofijskega kapitlja. Rektor malega semenišča je postal oktobra leta 1969.
Papež Pavel VI. ga je 9. decembra 1970 imenoval za škofa koadjutorja (pomožnega škofa s pravico nasledstva) Škofije Mostar - Duvno. 2. maja 1971 ga je mostarski škof Petar Čule posvetil v škofa. Funkcijo pomožnega škofa je opravljal 9 let, nakar je 14. septembra 1980 postal mostarski škof. Za škofovsko geslo si je izbral In fide, spe et caritate (V veri, upanju in ljubezni). Isto leto je ustanovil založbo in začel izdajati katoliški mesečnik Cerkev na skali (Crkva na kamenu).
Leta 1982 je ustanovil Škofijsko karitas. Teološki inštitut v Mostarju (danes Teološko-katehetski inštitut) je ustanovil 24. oktobra 1987. Z dekretom iz dne 27. oktobra 1989 je ustanovil še Galerijo prijateljstva, zbirko umetnin Mostarsko-duvnovske škofije.
Zaradi bolezni škofa Severina Perneka je postal apostolski administrator Škofije Dubrovnik, to funkcijo pa je opravljal od 3. novembra 1988 do 14. januarja 1990, ko je novi dubrovniški škof postal Želimir Puljić. S 75 leti starosti se je 24. julija 1993 upokojil ter se vrnil v domači Kaštel Novi, kjer je živel do smrti 11. januarja 2000. Najprej je bil pokopan v družinskem grobu v Kaštel Novem, 2. maja 2018, ob stoletnici rojstva, pa so njegove posmrtne ostanke prenesli v Stolnico Matere Cerkve v Mostarju.

## Marijina prikazovanja v Medžugorju
V času Žanićevega škofovanja, natančneje 9 mesecev zatem, ko je postal mostarski ordinarij, so se v Župniji Medžugorje začela domnevna Marijina prikazovanja. Žanić je bil na začetku vidcem naklonjen, ne sicer ker bi verjel v dogajanja, ampak bolj zaradi komunistične represije do vidcev in frančiškanov kot upraviteljev župnije in duhovnih voditeljev vidcev. 11. januarja 1982 je ustanovil štiričlansko komisijo, sestavljeno iz treh škofijskih in enega frančiškanskega duhovnika. Tri dni kasneje, 14. januarja, se je njegovo prepričanje dokončno prevesilo v odklonilno, ko so trije vidci prišli k njemu z Marijinim sporočilom, da se je kot škof v primeru dveh frančiškanskih kaplanov v Mostarju prenaglil (precipitato). Šlo je za primer patra Ivice Vega in patra Ivana Prusine, ki bi morala na škofovo zahtevo oditi iz Mostarja zaradi nepokorščine. Leta 1984 je Žanić komisijo razširil na 15 članov: 12 duhovnikov – profesorjev teologije in 3 zdravnike. Ti so imeli sedem sestankov, zadnjega v maju 1986. Pri zaključnem glasovanju 2. maja 1986 so se z več kot dvotretjinsko večino izjasnili za tako imenovani non constat de supernaturalitate (ni gotovo, ali je nadnaravno), z drugo besedo, da se za prikazovanja ne trdi niti da so nadnaravna niti da niso. Škof je o rezultatih obvestil Jugoslovansko škofovsko konferenco, Sveti sedež, javnost pa v pridigi za birmo v Međugorju, 25. julija 1987. Njegov naslednik, škof Ratko Perić, je njegove izsledke potrdil in nadaljeval z zbiranjem gradiva o Medžugorskem fenomenu.